# Zafir
Abu Maomé Zafir Biamir Alá Ismail ibne Hafiz (em árabe: أبو محمد الظافر بأمر الله بن إسماعيل الحافظ; romaniz.: Abu Muhammad al-Zafir bi-Amri llah 'Ismail ibn al-Hafiz; lit. Abu Maomé Zafir Biamir Alá Ismail, filho de Hafiz"), melhor conhecido somente como Zafir ou Zafer (Al-Zafir ou Az-Zafir), foi o décimo-segundo califa fatímida e reinou entre 1149 e 1154 no Cairo. Ele é considerado imame pelos hafizitas, uma seita xiita ismailita extinta, mas não pelos mustalitas. 

## Biografia
No seu reinado, os fatímidas do Egito demonstraram já estar tão enfraquecidos que, sob o vizir ibne Salar, iniciou-se uma cooperação com os turcos zênguidas na Síria para tentar resistir à pressão dos cruzados. Porém, em 1153 caiu Ascalão, o último reduto fatímida na Terra Santa. Quando Zafir morreu, foi sucedido por seu filho menor Alfaiz.